# Ararat (stad)
Ararat (Armeens: Արարատ) is een stad in de gelijknamige provincie Ararat in Armenië en ligt 14 kilometer ten zuiden van de provinciehoofdplaats Artasjat. De stad werd gesticht in 1828 en heette tot 1935 Davalu. 
In de stad is het Vazgen Sargsyan House-Museum gevestigd, een museum dat gewijd is aan de Armeense politicus Vazgen Sargsyan (1959–1999) die premier was van 11 juni 1999 tot aan zijn moord op 27 oktober van dat jaar.